# Leucocoryne leucogyna
Leucocoryne leucogyna är en amaryllisväxtart som beskrevs av Pierfelice Ravenna. Leucocoryne leucogyna ingår i släktet Leucocoryne och familjen amaryllisväxter. Inga underarter finns listade i Catalogue of Life.